# Emilio Antón Hernández
Emilio Antón Hernández  fue un arquitecto y político madrileño activo a principios del siglo XX. 

## Biografía
Ejerció como arquitecto municipal de Madrid y dejó su huella en diversos proyectos urbanos y residenciales. Entre sus obras destacadas se encuentran dos edificios residenciales en la calle Espalter (1914-1915), donde combinó estilos eclécticos con detalles modernistas, adaptándose a las normativas urbanísticas del Ensanche de Madrid. Este proyecto fue un referente en la arquitectura residencial de la época.
Además de su faceta arquitectónica, desempeñó cargos políticos importantes. Fue alcalde interino de Madrid en 1926 y posteriormente ocupó el puesto de arquitecto jefe de la Cámara Oficial de la Propiedad Urbana de Madrid. También estuvo vinculado a iniciativas culturales y arqueológicas, como la autorización de excavaciones en un yacimiento prehistórico de Villaverde en 1927.

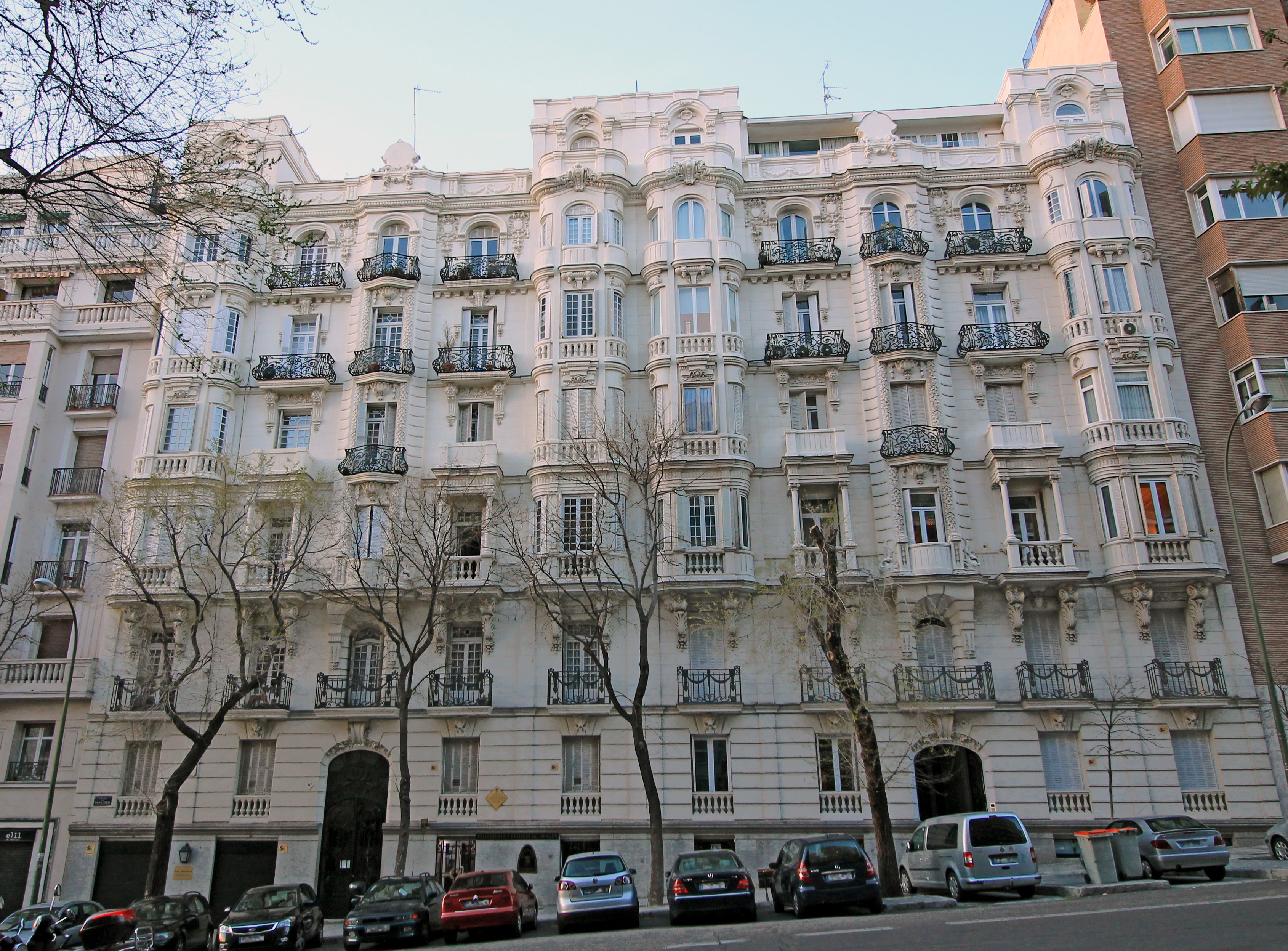
Edificio de viviendas proyectado en 1913 por el arquitecto Emilio Antón Hernández y construido de 1914 a 1915.

### Obras arquitectónicas
- Dos edificios de viviendas para D. Andrés Monsalve (1913)
- Centro de Formación de las Hermandades del Trabajo (1920)
- Viviendas para la Comunidad de Religiosas Dominicas Terciarias de la Anunciata (1925)
- Sanatorio de San Francisco de Asís (1927)
- Viviendas para D. Luis Francisco de Campos (1929)
- Viviendas para D. Diego Díez de Rivera (1933)